# Alberto Marino
Alberto Marino (nacido como Vicente Marinaro el 26 de abril de 1923 en Verona, Italia - 21 de junio de 1989 en Buenos Aires, Argentina) fue un cantante de tangos nacido en Italia y nacionalizado argentino.

## Biografía
Nacido en Verona, Italia, y luego radicado en la provincia de Salta, Argentina. Siendo niño se trasladó con su familia al barrio porteño de Palermo. 
Su debut como cantante fue en el año 1935 en Radio Mitre. Integró varias orquestas hasta que en 1943 Aníbal Troilo lo incorpora a la suya.
Con la orquesta de Pichuco grabó los temas Tres amigos, Tal vez será su voz, Palomita blanca a dúo con Floreal Ruiz, y Fuimos, entre otros.
En 1946 abandonó la orquesta de Troilo y comenzó su carrera como solista, con orquesta de Enrique Alessio y Héctor Artola. Grabó los temas El motivo y Farolito de papel.
En los años 1950 se incorporó al conjunto de guitarras de Roberto Grela, grabando para el sello Odeón. Marino y Grela volvieron a encontrarse hacia fines de 1959, dejando registros de esta nueva unión. 
En los años 1960 y 1970 actuó en las orquestas de Miguel Caló y Armando Pontier, dejando registros grabados con ellas. En sus últimos años se presentó en el programa de televisión Grandes Valores del Tango, emitido por Canal 9.